# Пастухово (станция)
Пастухо́во — пассажирская и грузовая железнодорожная станция Ижевского отделения Горьковской железной дороги в деревне Новое Пастухово Якшур-Бодьинского района Удмуртии. Открыта в 1945 году.
На станции не осуществляют продажу билетов, а также приём и выдачу повагонных и мелких отправок на подъездных путях.